# Montenegrói labdarúgó-szövetség
A Montenegrói labdarúgó-szövetség (montenegrin nyelven: Fudbalski savez Crne Gore). Montenegró nemzeti labdarúgó-szövetsége. 1949-ben alapították. A szövetség szervezi a Montenegrói labdarúgó-bajnokságot valamint a Montenegrói kupát. Működteti a Montenegrói labdarúgó-válogatottat valamint a Montenegrói női labdarúgó-válogatottat. Székhelye Podgoricában található.

## Történelme
A Montenegrói Labdarúgó-szövetséget 1931-ben alapították. 2007-ben a FIFA és az UEFA tagjai lettek. Előtte Jugoszlávia és Szerbia és Montenegró színeiben versenyeztek.

## Külső hivatkozások
- A szövetség hivatalos honlapja Archiválva 2013. június 2-i dátummal a Wayback Machine-ben